# Fissarcturus sandwichi
Fissarcturus sandwichi är en kräftdjursart som beskrevs av Brandt 2007. Fissarcturus sandwichi ingår i släktet Fissarcturus och familjen Antarcturidae. Inga underarter finns listade i Catalogue of Life.